# Francisco I. Madero
Francisco I. Madero – miasto w Meksyku, w stanie Coahuila.